# 龙溪 (雪兰莪)
龙溪是马来西亚雪兰莪州雪邦县的一个巫金、城镇及华人新村，临近布城和赛城，距离吉隆坡约38公里。

## 历史
在19世纪末，冷岳河蓬勃的采锡活动吸引了许多华人南下前来采锡及割胶。1942年日本占领马来亚，使龙溪百业停顿，生灵涂炭。村民惟有靠耕种食物来生存。到了1950年代，英殖民政府为了阻止郊区的华人与森林中的马来亚共产党游击队接触，便将原本散居在郊外的华人集中起来，成立了龙溪新村，慢慢地就变成了华人聚居的村落。而当时的经济活动则以采锡及割胶为主。
龙溪名字起源很大可能源自于一个传说，在1783年，有一位外国人要本地承包商把Prang Besar（现布城所在地）的森林砍伐掉。在当晚那名承包商梦见一条在森林修炼了300年的蛇精求他延迟砍掉树林，因为它只需要三个月就可成仙。虽然他已梦境告诉该外国人，但对方却不肯答应，他唯有依指示把森林的树木砍伐掉。惟他不敢烧掉这些树木，该外国人就点火把树木烧掉。大火连续烧了三天三夜，且火焰都是蓝色，突然间火焰爆炸，令人震惊不已。该外国人看到之后便逃跑，在不久之后就病逝了。据说那蛇精被炸得粉身碎骨，它的血流成河，最终化成龙飞上天。龙流出來的血形成一条溪，溪水流过之地后来被称为“龙溪”。

## 地理和行政
龙溪北临赛城和多媒体超级走廊，南临沙叻丁宜。随着布城成为国家行政首都，使龙溪人口大量增加。
龙溪区（Mukim Dengkil）则环绕布城。根据官方资料，区内共有十个甘榜（村）、一个华人新村和82个花园住宅区。龙溪也是目前尚存中文路牌的华人新村。

## 人口
龙溪约有20,000名马来人、10,000名印度人和七千多名华人。其中华人籍贯以福建人占多数，还有客家人。而永春人佔大多数、南安人第二而德化人第三。因此，福建话和客家话是当地年长一辈常用的沟通方言。年轻人基本都用官话（华语）进行沟通。
在宗教信仰方面，华人村民信奉佛教或道教。当地宗教建筑物包括两间清真寺和7间华人神庙。其中，有八十多年历史的天湖宫庙被称为“公庙”，庙内供奉保生大帝和哪吒三太子。初期天湖宫以亚答和木板搭建，历经多次维修而后于1998年重建，建材则从中国引进，庙内支柱瓦木、神像金身、麒麟和天龙雕像，突显庙宇建筑特点。天湖宫每年在农历三月十五庆神诞，信徒参与盛况更胜华人农历新年，在农历三月十一举办酬神戏，一连四天，而农历三月十五则开放给信徒，就坐于庙前方的台阶
上，观赏福建歌仔戏。

## 教育
此区拥有五间小学和一间中学，现今大部分华裔学生都就读于龙溪华小。龙溪也拥有约5间幼儿园。

### 学校
| 中文名       | 马来文名     | 坐标                                            |
| ------------ | ------------ | ----------------------------------------------- |
| 龙溪华文小学 | SJKC Dengkil | 2°51′35″N 101°40′40″E / 2.859722°N 101.677778°E |

#### 简介
龙溪华小拥有超过70年历史，学生人数约500多名，其中一部分是巫印裔学生，目前拥有三间精明课室，确保学生能在现代化设备齐全的环境下成长。
- 龙溪国民小学（SK Dengkil）
- 龙溪宝石花园淡米尔小学（SJKT Taman Permata Dengkil）
- 龙溪淡米尔小学（SJKT Dengkil）
- 龙溪园丘淡米尔小学（SJKT Ladang Ampar Tenang）
- 龙溪国民中学（SMK Dengkil）

### 高等学府

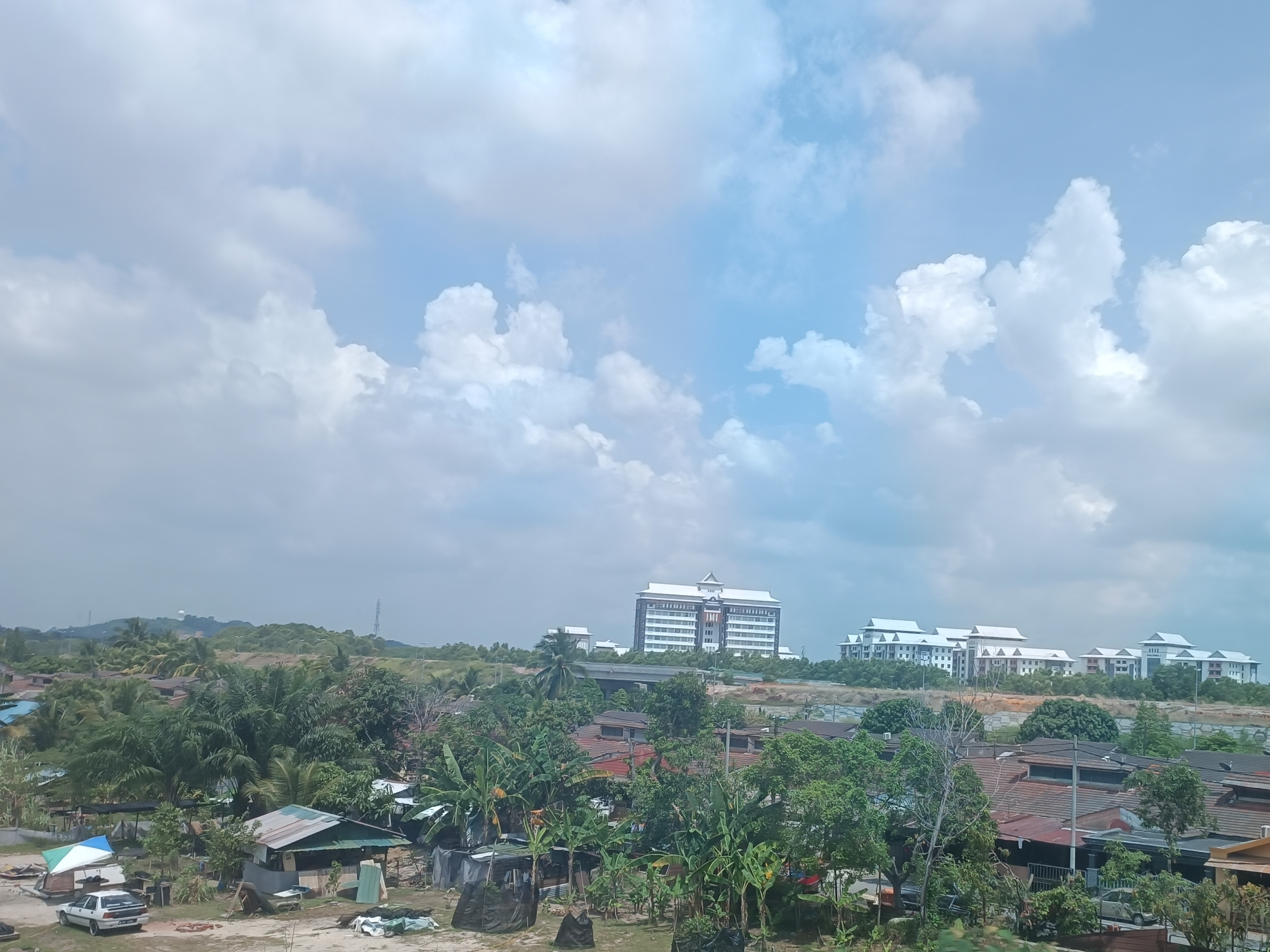
玛拉工艺大学龙溪校区

- 玛拉工艺大学龙溪校区（UiTM Kampus Dengkil）。

## 交通

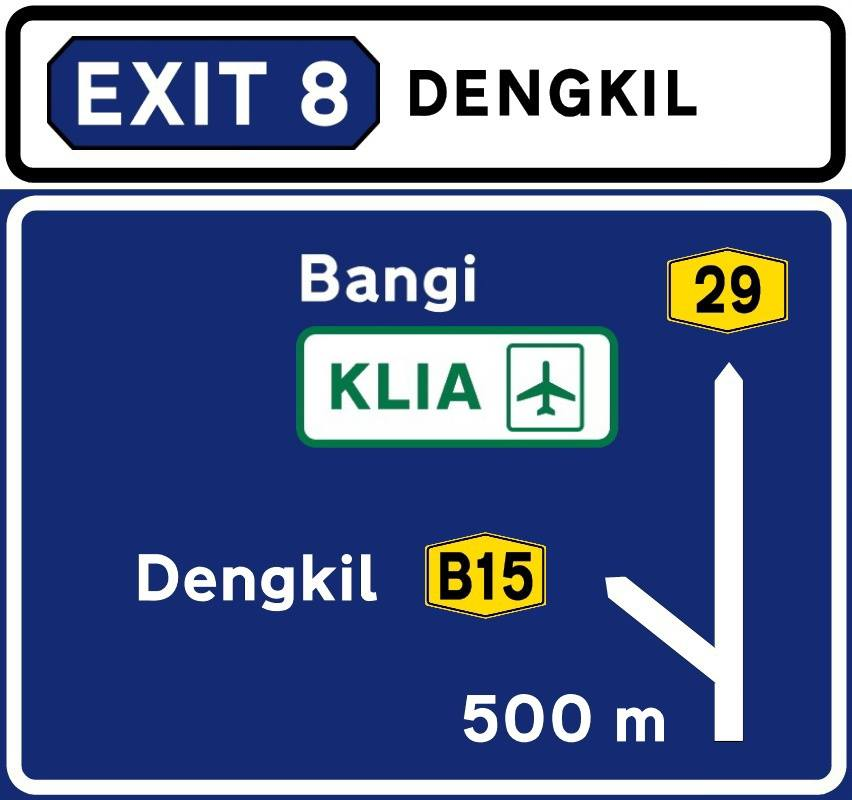
前往龙溪的告示牌

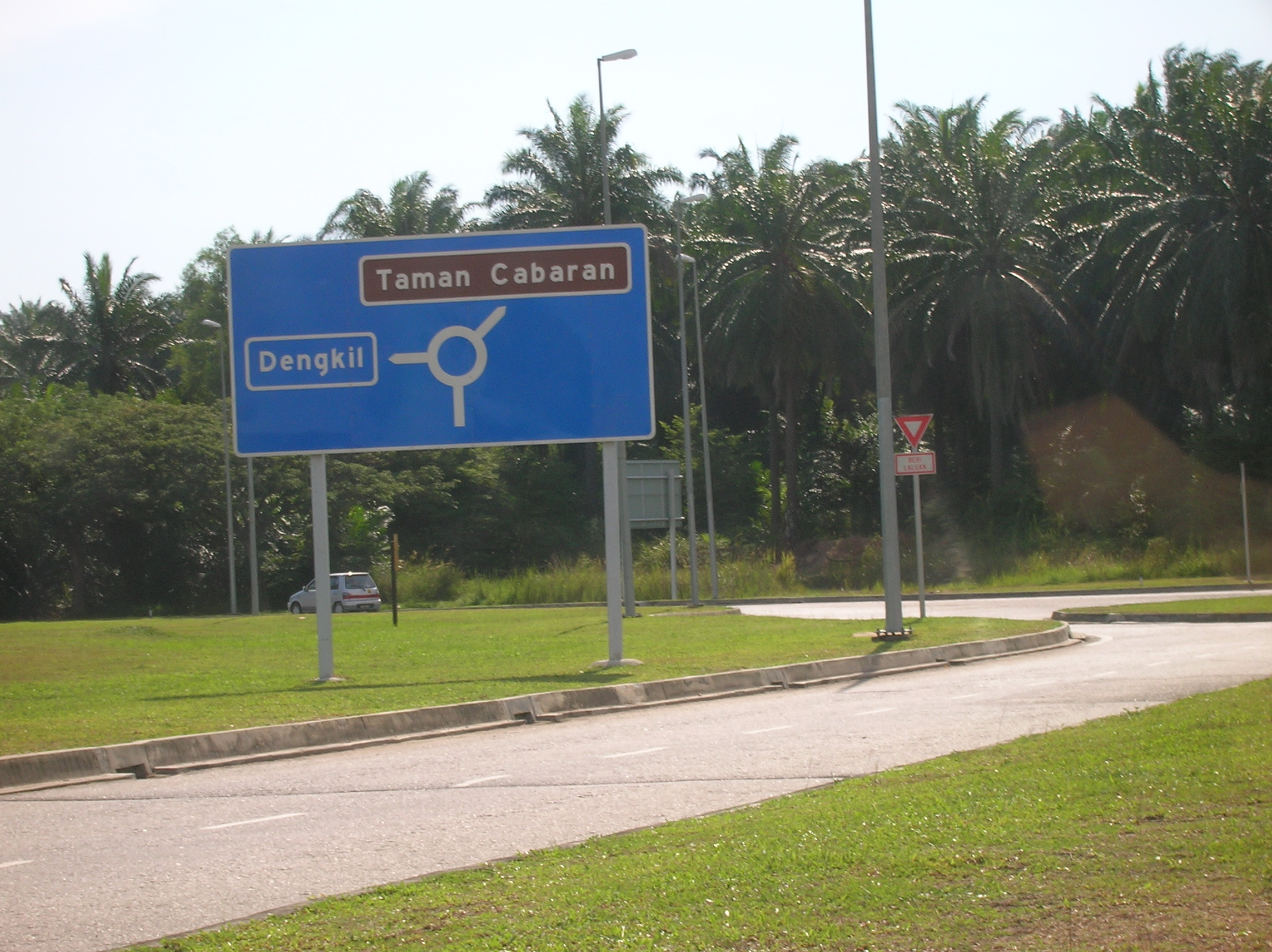
另外一个告示牌，位于布城挑战公园

龙溪可通过布赛高速公路（Putrajaya－Cyberjaya）转入B18万津－士毛月路抵达。

## 景点
位于龙溪西南部的巴雅英达湿地公园（Paya Indah Wetland），从吉隆坡国际机场抵达这里只需15分
钟车程。巴雅英达湿地公园总面积为3200公顷，建立于 1997年，是国内主要的自然湿地生态公园。巴雅英达湿地公园共拥有210种鸟类以及26种哺乳类动物。此外，巴雅英达湿地公园也有其他设施如骑马、观鸟、泛舟、
骑自行车、瞭望台等。

## 政治
龙溪属于雪邦国会议席，该议席在马来西亚下议院的代表为来自希望联盟国家诚信党的艾曼阿蒂拉。
同时，龙溪属于以其名称命名的龙溪州议席，该议席在雪兰莪州议会的代表为来自国阵巫统的[[]]。